# Шамсабад (Зарандіє)
Шамсабад (перс. شمس اباد) — село в Ірані, у дегестані Гакімабад, в Центральному бахші, шахрестані Зарандіє остану Марказі. За даними перепису 2006 року, його населення становило 0 осіб, що проживали у складі 0 сімей.

## Клімат
Середня річна температура становить 16,72°C, середня максимальна – 36,02°C, а середня мінімальна – -5,98°C. Середня річна кількість опадів – 237 мм.
| Клімат поселення                              | Клімат поселення | Клімат поселення | Клімат поселення | Клімат поселення | Клімат поселення | Клімат поселення | Клімат поселення | Клімат поселення | Клімат поселення | Клімат поселення | Клімат поселення | Клімат поселення | Клімат поселення |
| Показник                                      | Січ.             | Лют.             | Бер.             | Квіт.            | Трав.            | Черв.            | Лип.             | Серп.            | Вер.             | Жовт.            | Лист.            | Груд.            |                  |
| Середній максимум, °C                         | 11,21            | 14,06            | 18,54            | 25,17            | 30,27            | 35,28            | 36,02            | 35,14            | 30,96            | 24,28            | 17,70            | 11,30            |                  |
| Середня температура, °C                       | 2,61             | 5,46             | 9,93             | 16,57            | 21,66            | 26,67            | 29,74            | 28,86            | 24,68            | 17,98            | 11,42            | 5,01             |                  |
| Середній мінімум, °C                          | −5,98            | −3,14            | 1,32             | 7,98             | 13,06            | 18,08            | 23,45            | 22,57            | 18,39            | 11,69            | 5,12             | −1,29            |                  |
| Норма опадів, мм                              | 35               | 34               | 42               | 28               | 20               | 4                | 1                | 1                | 1                | 14               | 23               | 34               |                  |
| Середньомісячна швидкість вітру, м/с          | 1.44             | 2.12             | 2.66             | 3.13             | 2.95             | 2.84             | 2.96             | 2.84             | 2.40             | 2.17             | 1.89             | 1.61             |                  |
| Середньомісячна сонячна радіація, кДж/м²·день | 9232             | 12024            | 14538            | 18102            | 22103            | 26022            | 25656            | 23426            | 19901            | 14696            | 10924            | 8846             |                  |
| --------------------------------------------- | ---------------- | ---------------- | ---------------- | ---------------- | ---------------- | ---------------- | ---------------- | ---------------- | ---------------- | ---------------- | ---------------- | ---------------- | ---------------- |
| Джерело:                                      |                  |                  |                  |                  |                  |                  |                  |                  |                  |                  |                  |                  |                  |